# 陆希质
陆希质（492年—549年），字幼成，河南郡洛阳县（今河南省洛阳市东）人，北魏、东魏官员。

## 生平
陆希质以员外郎为起家官，兼领侍御史，略微升任散骑侍郎、阳城郡太守。魏孝庄帝元子攸初年，陆希质出任龙骧将军、胶州刺史。当时梁武帝萧衍派遣将领率领数万军队从郁州渡海占据岛屿，侵犯北魏胶州的边界，陆希质讨伐击败了梁军，转任建州刺史，龙骧将军如故。尔朱荣死后，尔朱世隆率领尔朱氏部众向北返回晋阳，陆希质关闭建州城门坚守，州城被尔朱世隆攻陷，陆希质哥哥陆希道的儿子建州平北府长史陆士廉被杀害，尔朱世隆杀光建州城中所有人以泄愤。陆希质的妻子元氏是尔朱荣妻子北乡公主哥哥的孙女，陆希质因此获得幸免。天平初年，陆希质出任给事黄门侍郎，升任魏尹，转任太常卿、卫大将军、都官尚书。武定七年（549年）夏天，陆希质去世，虚岁五十八。朝廷赠予骠骑大将军、中书监、青州刺史，谥号文。陆希质是著名家族的子弟，官职爵位非常畅通，对待事物不能平心气和，只是与山伟、宇文忠之等人共同结为朋党，排斥诋毁朝廷俊才，有见识的人瞧不起他。

## 家庭

### 父母
- 陆叡，北魏散骑常侍、征北大将军、定州刺史、钜鹿郡公
- 博陵崔氏，北魏奋威将军、东徐州刺史、安平康侯崔鉴之女

### 兄弟
- 陆希道，北魏平西将军、泾州刺史、淮阳男
- 陆希悦，北魏平南将军、光禄大夫
- 陆希谧，北魏太尉参军
- 陆希静，北魏邵郡太守

### 夫人
- 河南元氏，追尊魏景穆帝拓跋晃玄孙女，南安王元桢曾孙女

### 子女
- 陆珣，开府参军
- 陆瑾
- 陆瓘，东魏仪同开府参军
- 陆悉达，东魏仪同开府参军